# Canton de Poitiers-2
Le canton de Poitiers-2 est une circonscription électorale française située dans le département de la Vienne et la région Nouvelle-Aquitaine.

## Géographie
Ce canton est organisé autour de Poitiers dans l'arrondissement de Poitiers. 

## Histoire
Le canton est créé en 1973, lors du redécoupage de la ville en cinq cantons. Poitiers était auparavant divisée entre les cantons de Poitiers-Nord et de Poitiers-Sud.
Il est modifié par le décret du 26 janvier 1982 créant les cantons de Poitiers-7 et Poitiers-6.
À la suite du redécoupage cantonal de 2014, les limites territoriales du canton sont à nouveau remaniées.
Le canton de Poitiers-2 désormais formé d'une fraction de Poitiers et d'une commune de l'ancien canton de Poitiers-2. Il est entièrement inclus dans l'arrondissement de Poitiers. Le bureau centralisateur est situé à Poitiers.

## Représentation

### Représentation avant 2015
| Période | Période      | Identité                       | Étiquette | Qualité |
| ------- | ------------ | ------------------------------ | --------- | --- |
| 1973    | 1988         | Jacques Santrot                | PS        | Maître-assistant à l'ENSMA (Ecole Nationale Supérieure de Mécanique et d'Aérotechnique) Maire de Poitiers (1977-2008) Député (1978-1993) Conseiller régional (1978-1988 et 2004-2010) Président de la Communauté d'Agglomération (2002-2008) |
| 1988    | 1994         | Jean-Jacques Cheneseau         | RPR       | Professeur de lettres Conseiller municipal de Buxerolles |
| 1994    | 2001         | Philippe Decaudin              | PS        | Délégué régional du Crédit Foncier en retraite Adjoint au maire de Poitiers Député (1997-2002) |
| 2001    | 2004 (décès) | Bertrand Royer (1949-2004)     | PS        | Professeur de philosophie Adjoint au maire de Poitiers |
| 2004    | 2011 (décès) | Jean-Marie Paratte (1947-2011) | PS        | Ingénieur en génie civil et urbanisme Maire de Buxerolles de 2001 à 2011 |
| 2011    | 2015         | Magali Barc                    | PS        | Cadre administratif au Rectorat de Poitiers Conseillète municipale déléguée à Poitiers (2001-2008) Adjointe au Maire de Poitiers (2008-2014)                                                                                                 |

### Représentation après 2015
| Période élective | Période élective | Mandat | Mandat   | Identité         | Nuance | Nuance | Qualité |
| ---------------- | ---------------- | ------ | -------- | ---------------- | ------ | ------ | --- |
| 2015             | 2021             | 2015   | 2021     | Magali Barc      |        | PS     | Cadre administratif au Rectorat de Poitiers Conseillère municipale déléguée de Poitiers (2001-2008) Adjointe au maire de Poitiers (2008-2014) |
| 2015             | 2021             | 2015   | 2021     | Ludovic Devergne |        | PS     | Attaché principal territorial dans le domaine de la formation professionnelle et de l’apprentissage adjoint au maire de Buxerolles            |
| 2021             | 2028             | 2021   | en cours | Ludovic Devergne |        | DVG    | Conseiller sortant |
| 2021             | 2028             | 2021   | en cours | Sarah Rhallab    |        | DVG    | Étudiante en licence d’administration publique Assistante d'éducation au collège de Buxerolles                                                |

### Résultats détaillés

#### Élections de mars 2015
À l'issue du 1er tour des élections départementales de 2015, deux binômes sont en ballottage : Magali Barc et Ludovic Devergne (PS, 36,08 %) et Nathalie Desjardins et Mustapha Karki (DVD, 26,48 %). Le taux de participation est de 48,29 % (8 339 votants sur 17 270 inscrits) contre 51,35 % au niveau départemental et 50,17 % au niveau national.
Au second tour, Magali Barc et Ludovic Devergne (PS) sont élus avec 57,16 % des suffrages exprimés et un taux de participation de 45,69 % (4 019 voix pour 7 891 votants et 17 271 inscrits).

#### Élections de juin 2021
Le premier tour des élections départementales de 2021 est marqué par un très faible taux de participation (33,26 % au niveau national). Dans le canton de Poitiers-2, ce taux de participation est de 31,65 % (5 182 votants sur 16 371 inscrits) contre 33,61 % au niveau départemental. À l'issue de ce premier tour, deux binômes sont en ballottage : Ludovic Devergne et Sarah Rhallab (Union à gauche, 42,76 %) et Solange Laoudjamai et Gilles Thinon (DVC, 27,7 %).
Le second tour des élections est marqué une nouvelle fois par une abstention massive équivalente au premier tour. Les taux de participation sont de 34,36 % au niveau national, 33,96 % dans le département et 32,69 % dans le canton de Poitiers-2. Ludovic Devergne et Sarah Rhallab (Union à gauche) sont élus avec 56,47 % des suffrages exprimés (2 751 voix pour 5 354 votants et 16 379 inscrits),,. 

## Composition

### Composition de 1973 à 1982
Le canton de Poitiers-2 était formé de :
- Chasseneuil-du-Poitou,
- Buxerolles,
- Montamisé,
- la portion de territoire de la ville de Poitiers délimitée par l'axe des voies ci-après : la passerelle de la gare, la rivière la Boivre, la ligne S. N. C. F. jusqu'à la porte de Paris, la rivière le Clain, la limite de la commune de Buxerolles, route de Lessart côté impair, rue des Quatre-Cyprès côté pair, rue des Deux-Communes côté pair du numéro 2 au numéro 94, rue de Nimègue côté impair, rue de Marbourg côté impair, rue de la Cueille-Aiguë numéros impairs, rue des Quatre-Roues jusqu'à la passerelle (non comprise), la passerelle du jardin des plantes non comprise, la partie du boulevard Chasseigne entre la passerelle et la rue du Jardin-des-Plantes non comprise, rue du Jardin-des-Plantes non comprise, rue Sylvain-Drault non comprise, rue du Trottoir non comprise, rue Dené-Descartes non comprise, place Charles-VII non comprise, rue de la Croix-Blanche non comprise, rue du Moulin-à-Vent, rue des Carmélites et boulevard de Solferino numéros impairs

### Composition de 1982 à 2015

Carte de localisation du canton de Poitiers-2 dans le département de la Vienne, redécoupage de 1982.

Le canton de Poitiers-2 était composé de :
- Buxerolles,
- la portion de territoire de la ville de Poitiers délimitée par la Petite-Passerelle (jouxtant la gare), la rivière la Boivre, la voie ferrée jusqu'à la Porte de Paris, la rivière le Clain, la limite de la commune de Buxerolles, la route de Lessart (côté impair), la rue des Quatre-Cyprès (côté pair), la rue des Deux-Communes (côté pair du n° 2 au n° 94), la rue de Nimègue (côté impair), la rue de Marbourg (côté impair), la rue de la Cueille-Aiguë (côté impair), la rue des Quatre-Roues (jusqu'à la passerelle des Quatre-Roues), la passerelle des Quatre-Roues (non comprise), la partie du boulevard Chasseigne située dans le prolongement de la passerelle (comprise), la rue du Jardin-des-Plantes (non comprise), la rue Sylvain-Drault (non comprise), la place de la Liberté (non comprise), la rue du Trottoir (non comprise), la rue René-Descartes (non comprise), la place Charles-VII (non comprise), la rue de la Croix-Blanche (non comprise), la rue du Moulin-à-Vent (comprise), la rue des Carmélites (comprise), le boulevard Solférino (côté impair); la Petite-Passerelle.

| Nom                  | Code Insee | Intercommunalité  | Population (dernière pop. légale)               |
| -------------------- | ---------- | ----------------- | ----------------------------------------------- |
| Poitiers (chef-lieu) | 86194      | CU Grand Poitiers | Fraction : 15 415(2014) Commune : 87 435 (2014) |
| Buxerolles           | 86041      | CU Grand Poitiers | 9 956 (2014)                                    |

### Composition depuis 2015
| Nom                              | Code Insee | Intercommunalité  | Superficie (km2) | Population (dernière pop. légale)                | Densité (hab./km2) | Modifier                                    |
| -------------------------------- | ---------- | ----------------- | ---------------- | ------------------------------------------------ | ------------------ | ------------------------------------------- |
| Poitiers (bureau centralisateur) | 86194      | CU Grand Poitiers | 42,11            | Fraction : 16 220 (2022) Commune : 89 472 (2022) | 2 125              | modifier les données · modifier les données |
| Buxerolles                       | 86041      | CU Grand Poitiers | 9,10             | 10 253 (2022)                                    | 1 127              | modifier les données · modifier les données |
| Canton de Poitiers-2             | 8614       |                   |                  | 26 473 (2022)                                    |                    | modifier les données                        |

Le canton de Poitiers-2 comprend désormais :
1. une commune entière ;
2. la partie de la commune de Poitiers située au nord d'une ligne définie par l'axe des voies et limites suivantes : depuis la limite territoriale de la commune de Biard, rocade Ouest (rue de l'Aérodrome), rue de l'Aéropostale, rue des Trois-Ormeaux, place de la Blaiserie, rue de l'Aéropostale, rue de Quinçay, rue Jean-Mermoz, rue du Capitaine-Bès, avenue de Nantes, place Charles-Martel, ligne de chemin de fer, rue de l'Hôpital-des-Champs, avenue de l'Europe, chemin des Crêtes, boulevard des Hauteurs, chemin des Grandes-Dunes, avenue Georges-Pompidou, rue de Provence, rue de Marbourg, rue de Bourgogne, avenue John-Kennedy, rue de Bonneuil-Matours, jusqu'à la limite territoriale de la commune de Buxerolles.

## Démographie

### Démographie avant 2015
| 1975 | 1982 | 1990   | 1999   | 2006   | 2011   | 2012   |
| ---- | ---- | ------ | ------ | ------ | ------ | ------ |
| -    | -    | 16 210 | 18 099 | 18 591 | 18 369 | 18 272 |

### Démographie depuis 2015
En 2022, le canton comptait 26 473 habitants, en évolution de −0,57 % par rapport à 2016 (Vienne : +0,6 %, France hors Mayotte : +2,11 %).
| 2013   | 2018   | 2022   |
| ------ | ------ | ------ |
| 25 585 | 26 935 | 26 473 |